# Iyalode
L'Iyalode est un chef de tribu de haut rang dans la plupart des États traditionnels Yoruba du Nigeria. Le titre est aujourd'hui un cadeau fait par les obas, bien que l'historien Njoku Onwuka Ndukwe ait affirmé en 2002 que le processus de choix d'une Iyalode dans le Nigeria précolonial était moins une décision du monarque et plus une question de réussite et de participation des femmes aux affaires économiques et politiques.

## Histoire
Historiquement, l'Iyalode a donc servi non seulement de représentante des femmes au sein du conseil, mais aussi d'influence politique et économique dans le Nigeria précolonial et colonial. Connue dans la mythologie yoruba sous le nom d'Oba Obirin ou "reine des femmes", l'opinion de l'Iyalode est généralement prise en compte dans le processus décisionnel du conseil des grands chefs. En 2017, Olatunji, de l'université d'éducation Tai Solarin, a comparé le rôle joué par un Iyalode à celui du féminisme moderne. Elle a poursuivi en expliquant qu'une Iyalode du XIXe siècle, Mme Tinubu, était l'une des personnes les plus riches du Yorubaland, et a joué un rôle clé avant celui qui est devenu roi à Lagos, où elle a épousé un oba - du peuple Egba, contribuant à l'effort de guerre de ses compatriotes Egba. 
Mosadomi considère que l'influence de l'Iyalode n'a jamais été seulement parmi les femmes, mais transcende leurs fonctions officielles et inclut toute la structure politique, culturelle et religieuse du peuple Yoruba, citant Tinubu et Efunsetan Aniwura comme exemples. Sofola (1991) corrobore ces propos en affirmant que "quelle que soit la puissance d'un Oba, il ne peut jamais être un Iyalode". Selon le professeur Olasupo, l'autorité du titre d'Iyalode dans le Nigeria moderne n'est plus aussi importante qu'elle l'était. L'Alaafin d'Oyo, Lamidi Adeyemi, a identifié l'extinction culturelle causée par la "modernité" comme des raisons de développement. Il a rappelé que les femmes avaient des rôles plus importants dans le cercle des dirigeants du Yorubaland dans le passé. Par exemple, Tinubu aurait exercé un tel pouvoir qu'elle aurait empêché l'Oba de Lagos de faire de Lagos une colonie britannique pendant un certain temps.

## Titulaire du titre
L'actuel Iyalode du Yorubaland est Oloye Alaba Lawson, qui a reçu le titre d'Alaafin en 2008. Elle avait auparavant soutenu celui de l'Iyalode d'Egbaland.